# Anamanaguchi
Anamanaguchi est un groupe de rock indépendant chiptune originaire de New York qui « fait de la musique rapide et bruyante avec une NES de 1985 hackée ». Le groupe comprend quatre membres: le guitariste et programmeur Peter Berkman, le bassiste James DeVito, le guitariste Ary Warnaar et le batteur Luke Silas. Comme pour beaucoup d'autres artistes chiptune, la musique de Anamanaguchi est réalisée avec des synthétiseurs peu conventionnels : une NES hackée et un Game Boy. Cependant, contrairement aux autres groupes, Anamanaguchi utilisent également une guitare électrique, une basse et une batterie par-dessus cette musique synthétisée pour créer un mélange de sons numériques et traditionnels. Bien qu'ils utilisent des consoles de jeux vidéo de la seconde moitié des années 1980, Berkman indique que leur musique n'a rien à voir avec de la musique de jeux vidéo puisque leur composition est plus inspirée par "de la simple pop comme celle de Weezer ou des Beach Boys."
Le groupe a composé la musique de l'adaptation en jeu vidéo du comics Scott Pilgrim intitulé Scott Pilgrim contre le Monde : Le Jeu. Leur morceau Airbrushed est également disponible en téléchargement pour le jeu vidéo Rock Band depuis le  21 mars 2011.
Le 3 mai 2013, Anamanaguchi a mis en ligne un projet kickstarter pour leur album Endless Fantasy.
Le 20 août 2019, le groupe annonce la sortie de l'album [USA] à la date du 25 octobre 2019.

## Discographie

### LPs
- Dawn Metropolis (2009)
- Endless Fantasy (2013)
- [USA] (2019)
- Anyway (2025)

### Bande sonore de jeu vidéo
- Scott Pilgrim vs. the World: The Game - Original Videogame Soundtrack (2010)
- Capsule Silence XXIV (Original Soundtrack Vol I) (2016)
- Capsule Silence XXIV (Original Soundtrack Vol II) (2017)

### EPs
- Power Supply (2006)
- Dawn Metropolis Preview (2009)

### Singles
- Airbrushed/Penpal (2010)
- My Skateboard Will Go On/Rainbow in the Dark (Das Racist Remix) (2010)
- Aurora (Meet Me in the Stars)/Densmore (2010)
- Airbrushed (RAC Remix) (2010)
- Mess (2010)
- Meow (2013)
- Pop It (2014)
- Miku (2016)
- Lorem Ipsum (2019 - Album [USA])
- Air On Line (2019 - Album [USA])

Ces singles sont disponibles gratuitement en téléchargement sur le site de Anamanaguchi.